# Минчо Христов
Минчо Христов Куминев е български политик, политолог, телевизионен водещ и преподавател. Автор на десетки научни публикации и две книги. Бил е гостуващ изследовател в Института за изследване на сигурността в ЕС. Народен представител от парламентарната група на Национално обединение „Атака“ в XL народно събрание и от парламентарната група на Коалиция БСП за България в XLVI народно събрание, където е бил заместник-председател на Комисията за борба с корупцията и член на комисията по енергетика. Водещ на предаването „Премълчани истини“ по телевизия Евроком. Преподавател в Технически университет в София, по дисциплините – Политология, Социология, Организация и управление при кризи, Антикорупционни практики, Неправителствени организации и публична власт.

## Биография
Минчо Христов е роден на 27 юни 1962 г. в град София, Народна република България. Получава магистърска степен по история от Хаванския университет в Куба, специализирал е в Университета на Сао Пауло и Колумбийския университет.
Доктор по политология с дисертация на тема „Проблеми на авторитаризма и демокрацията нa Южния конес на Латинска Америка (Бразилия, Аржентина и Уругвай през 60-80 години на 20 век)“ (2000). Доктор на политологическите науки с дисертация на тема „Социополитически модели на преход към демократично общество в България и Латинска Америка (типологични паралели)“ (2013). Доцент (2004). Професор (2019) в Технически университет - София.

## Политика

### Атака
На 2 февруари 2006 г. е изключен от парламентарната група на Национално обединение „Атака“, заради острите критики към ръководството на партията и за нарушаване на вътрешния ред на групата.

### Възраждане
На парламентарните избори през 2017 г. се явава от листата на партия Възраждане и е водач на листите във 16 МИР Пловдив-град и 25 МИР София. Преди изборите Минчо Христов се съгласява да подкрепи Възраждане, заради заявките на партията да се откаже от държавна субсидия, но след като Възраждане взима държавна субсидия не я връща на държавата, това кара Минчо Христов да се откаже от съдружието си с партия Възраждане.

### Движение на непартийните кандидати
На парламентарните избори през април 2021 г. се явава от листата на Движението на непартийните кандидати (ДНК), като заявява че е време е да има алтернатива на политическите партии. Движението не успява да премине 4 процентовата бариера за да влезе в Народното събрание, като получава 16 868 действителни гласа, или 0,53 %.
На парламентарните избори през 2022 г. се кандидатира за народен представител от Движението на непартийните кандидати (ДНК), и е водач на листата в 1 МИР Благоевград.

### БСП за България
През май 2021 г. Минчо Христов заявява, че Движение на непартийните кандидати ще се яви на парламентарните избори през юли 2021 г. в коалицията БСП за България, като заявява че с БСП ги събират общи принципи и идеи. Участва като кандидат-депутат в 25 МИР София, 2–ри в листата. Избран е за депутат.